# Ángel Vázquez
Ángel (ou Antonio) Vazquez Molina, mieux connu sous le nom de Ángel Vázquez, est un romancier et nouvelliste hispanophone, né à Tanger le 3 juin 1929 et mort à Madrid le 25 février 1980. 

## Biographie
Tanger, alors sous statut international, influencera durablement son imaginaire et son œuvre, même si Vazquez n’est pas prisonnier du mythe de la ville et qu’il tentera toujours dans ses romans de lui rendre son authenticité.
Après avoir brièvement fréquenté les écoles françaises, italiennes et espagnoles de la ville, Vazquez est contraint d’achever ses études en autodidacte tout en occupant des emplois subalternes pour subvenir à ses besoins. Solitaire, égocentrique et autodestructeur, Vazquez resta un marginal dans la vie comme dans les lettres malgré quelques amis et admirateurs fidèles.
Prix Planeta dès son premier roman, Vazquez ne publiera pourtant que trois romans et quelques nouvelles durant toute sa carrière, allant même jusqu'à brûler tous ses manuscrits quelques heures avant sa mort. Sa situation matérielle s’étant fortement dégradée avec l’indépendance, il s’exilera en 1965 pour l’Espagne, pays auquel il était paradoxalement resté étranger. 
Suivront alors plus de dix ans de souffrances et de tentatives diverses pour trouver la voix et la forme du livre de sa vie :La chienne de vie de Juanita Narboni. Durant ce long monologue, Juanita nous conte les différentes époques d’une vie qui se confond avec le destin du Tanger international et cosmopolite dont Vazquez avait l’ambition de recréer le son, l’atmosphère et la langue. Ce n’est que lors de l’exil dans un Madrid franquiste où il est si mal à l’aise, lui, l’écrivain alcoolique et homosexuel, qu’il finira par trouver la distance nécessaire pour inventer un « langage-souvenir » fait de nostalgie, de lucidité et d’autodérision.
Vazquez meurt seul et dans la misère en 1980 ; un journaliste écrira alors qu’il était le dernier écrivain maudit d’Espagne. Admiré des plus grands, de Goytisolo à Carpentier, Vazquez est aujourd’hui largement reconnu comme un auteur majeur malgré sa position atypique dans les lettres espagnoles. Son chef d’œuvre, Juanita, figure au classement des dix romans les plus importants depuis la transition démocratique établi par le quotidien El Pais à l’occasion du salon de Francfort consacré à l’Espagne.
Une traduction de La Chienne de vie de Juanita Narboni est parue en France en 2009 aux éditions Rouge Inside.